# 北博纳维尔 (华盛顿州)
北博纳维尔（英文：North Bonneville），是美国华盛顿州斯卡梅尼亚县下属的一座城市。根据 2000年美国人口普查，该市有人口593人。根据2010年美国人口普查，该市有人口956人。而2011年估计该市有963人。